# الو (کوثر)
الو یک منطقهٔ مسکونی در ایران است که در دهستان سنجبد شمالی واقع شده‌است. براساس سرشماری مرکز آمار ایران در سال ۱۳۹۵، الو ۸۶ نفر جمعیت دارد.